# Hydromyloidea
Hydromyloidea is een superfamilie van weekdieren uit de klasse van de Gastropoda (slakken).

## Families
- Hydromylidae Pruvot-Fol, 1942 (1862)
- Laginiopsidae Pruvot-Fol, 1922